# 柳田城
柳田城（やないたじょう）は、愛知県岡崎市にあった中世の日本の城（山城）。別称は柳田村古城など。

## 概要
現在の岡崎市桜形町字惣玉、または仲屋畑、または字紺屋貝津・革屋畑の山麓に存在したとされる。現在、城館遺構はなく、山や畑と化している。松平親氏の時代に城主の山内各兵衛が居住した。次に「参州本間氏覚書」で日近衆に挙げられている鈴木某、横山五郎右衛門（あるいは横山五郎兵衛）、竹内彦太夫らが居住し、その後廃城となる。

## 伝承
旧形埜村大字桜形字柳田西郷にある十数軒の家の住民は、カボチャを栽培することがなく、もしあえてカボチャを作ったときには必ず良からぬことがあったという。これは、かつてこの柳田城の城主であった某が、戦いの際に不運にもカボチャの蔓に足をとられて落命したということに由来するとされる
。